# Fredericktown (Ohio)
Fredericktown és una població dels Estats Units a l'estat d'Ohio. Segons el cens del 2000 tenia 2.428 habitants.

## Demografia
Segons el cens del 2000, Fredericktown tenia 2.428 habitants, 1.021 habitatges, i 681 famílies. La densitat de població era de 664,9 habitants per km².
Dels 1.021 habitatges en un 32,7% hi vivien nens de menys de 18 anys, en un 52,3% hi vivien parelles casades, en un 9,8% dones solteres, i en un 33,3% no eren unitats familiars. En el 30% dels habitatges hi vivien persones soles el 14% de les quals corresponia a persones de 65 anys o més que vivien soles. El nombre mitjà de persones vivint en cada habitatge era de 2,38 i el nombre mitjà de persones que vivien en cada família era de 2,94.
Per edats la població es repartia de la següent manera: un 25,7% tenia menys de 18 anys, un 9,6% entre 18 i 24, un 28,8% entre 25 i 44, un 22% de 45 a 60 i un 14% 65 anys o més.
L'edat mediana era de 36 anys. Per cada 100 dones de 18 o més anys hi havia 87,6 homes.
La renda mediana per habitatge era de 36.354 $ i la renda mediana per família de 45.345 $. Els homes tenien una renda mediana de 34.028 $ mentre que les dones 21.858 $. La renda per capita de la població era de 19.138 $. Aproximadament el 5,7% de les famílies i el 7,1% de la població estaven per davall del llindar de pobresa.

## Poblacions més properes
El següent diagrama mostra les poblacions més properes.